# Taylor Griffin
Pour les articles homonymes, voir Griffin.
Taylor Griffin, né le 18 avril 1986 à Oklahoma City, est un joueur américain de basket-ball.

## Biographie
En 2005, il part à l'université d'Oklahoma jouer pour les Sooners de l'Oklahoma en NCAA.
L'année suivante, il est rejoint par son frère Blake avec qui il atteint les quarts de finale (Elite Eight) du tournoi de basket-ball masculin 2009 de la NCAA. Il affiche en moyenne 9,6 points, 5,8 rebonds et 1,3 interception, avec des pourcentages au tir de 53,6 % et 35,7 % à trois points. À la fin de la saison 2008-2009, il se présente à la draft 2009 de la NBA.
Il est sélectionné par les Suns de Phoenix à la 48e position. Son frère, Blake, est le premier choix de cette même draft. Taylor participe à la NBA Summer League 2009 avec les Suns. Le 17 août 2009, il signe son premier contrat professionnel avec les Suns. Griffin est envoyé plusieurs fois en D-League dans l'équipe de l'Energy de l'Iowa durant sa première saison.
Griffin joue la saison 2009-2010 avec les Suns de Phoenix ainsi que leur équipe NBDL, l'Energy de l'Iowa.
Il participe à la NBA Summer League 2010 avec les Suns. Le 26 juillet 2010, il est laissé libre par les Suns. En août 2010, il signe un contrat en Belgique, au Liège Basket.
Le 10 décembre 2011, il signe avec les Bobcats de Charlotte. Cependant, il le coupe de l'effectif le 23 décembre. Le 9 janvier 2012, il est sélectionné par les Wizards du Dakota en D-League.
En novembre 2012, il est sélectionné par les Warriors de Santa Cruz en D-League. En novembre 2013, il continue avec les Warriors. Le 3 janvier 2014, il est coupé par les Warriors à cause d'une blessure mettant fin à sa saison.
Le 3 novembre 2014, il retourne chez les Warriors. Le 26 avril 2015, il remporte le championnat de D-League avec les Warriors.

## Palmarès
- Champion de D-League en 2015 avec les Warriors de Santa Cruz.